# ONE FOR EVERYONE
「ONE FOR EVERYONE（ワン・フォー・エヴリワン）」は、2006年10月25日に発売されたゴダイゴの24枚目のシングル。

## 解説
2006年に活動再開したゴダイゴが、『MONKEY MAGIC 2006』に続いてリリースしたシングル。
表題曲「ONE FOR EVERYONE」は、NHK-BS2衛星アニメ劇場『シルクロード少年 ユート』の主題歌。
原曲は1990年にミッキー吉野が女優・中村あずさのアルバム『Emotion in Motion』をプロデュースした際に提供した「One Love, One Heart」。
ゴダイゴのアニメソングとしては、1982年の『魔法のあかり』以来24年ぶりになる。

## 収録曲
全曲編曲：ミッキー吉野
1. ONE FOR EVERYONE　3:57
  - 作詞・作曲：ミッキー吉野
2. すばらしい愛　4:23
  - 作詞：タケカワもとい・タケカワユキヒデ
  - 作曲：タケカワユキヒデ
3. 君の為に〜Just for you　6:43
  - 作詞：浅野孝已・Tommy Snyder　作曲：浅野孝已
4. ONE FOR EVERYONE （Animation Mix）　1:35
5. ONE FOR EVERYONE （back track）

## 規格品番
- UPCH-5429